# Neobisium remyi
Neobisium remyi är en spindeldjursart som beskrevs av Beier 1939. Neobisium remyi ingår i släktet Neobisium och familjen helplåtklokrypare. Inga underarter finns listade i Catalogue of Life.